# Lliga de Campions de la CAF 2011
La Lliga de Campions de la CAF 2011 és la 47a edició de la competició internacional de clubs africana. El guanyador d'aquesta edició representarà al continent en el Campionat del Món de Clubs de futbol 2011.

## Ronda preliminar
28/29/30 de gener i 11/12/13 de febrer de 2011.
| Partit | Equip 1               | Resultat global | Equip 2             | Resultat anada | Resultat tornada |
| ------ | --------------------- | --------------- | ------------------- | -------------- | ---------------- |
| 1      | ASFAN                 | 0:3             | JC d'Abidjan        | 0:0            | 0:3              |
| 2      | Saint Michel d'Ouenzé | 0:3             | Enyimba FC          | 0:1            | 0:2              |
| 3      | US Bitam              | 0:0 (p. 5:3)    | Les Astres FC       | 0:0            | 0:0              |
| 4      | Olympic de Bangui     | 1:3             | MC Alger            | 1:1            | 0:2              |
| 5      | Inter Luanda          | 3:0             | Township Rollers FC | 3:0            | -:-              |
| 6      | East End Lions FC     | 0:4             | Djoliba AC          | 0:2            | 0:2              |
| 7      | ASC Diaraf            | 2:1             | Ports Authority FC  | 1:1            | 1:0              |
| 8      | ASPAC FC              | 2:1             | Deportivo Mongomo   | 1:0            | 1:1              |
| 9      | ASEC Mimosas          | 9:0             | CF Cansado          | 7:0            | 2:0              |
| 10     | Motor Action FC       | 1:1(p)          | CNaPS Sport         | 0:1            | 1:0              |
| 11     | Raja Casablanca       | 10:1            | Tourbillon FC       | 10:1           | -:-              |
| 12     | Ulinzi Stars          | 0:5             | Zamalek SC          | 0:4            | 0:1              |
| 13     | APR FC                | 2:6             | Club Africain       | 2:2            | 0:4              |
| 14     | Recreativo Caála      | 2:1             | Saint George SA     | 2:0            | 0:1              |
| 15     | Elan Club             | 2:4             | Simba SC            | 0:0            | 2:4              |
| 16     | Mighty Barrolle SA    | 0:3             | Kano Pillars FC     | 0:2            | 0:1              |
| 17     | Wydad Casablanca      | 3:1             | Aduana Stars FC     | 3:0            | 0:1              |
| 18     | Fello Star            | 1:4             | ASFA Yennenga       | 1:1            | 0:3              |
| 19     | Vital'O FC            | 3:3             | Cotonsport FC       | 2:2            | 1:1              |
| 20     | Ocean View            | 1:4             | AS Vita Club        | 1:1            | 0:3              |
| 21     | Supersport United FC  | 3:2             | Matlama FC          | 2:0            | 1:2              |
| 22     | Young Buffaloes       | 4:2             | St Michel United FC | 3:0            | 1:2              |
| 23     | ZESCO United          | 4:2             | Liga Muçulmana      | 3:0            | 1:2              |

## Primera ronda
18/19/20 de març i 1/2/3 d'abril de 2011.
| Partit | Equip 1          | Resultat global | Equip 2              | Resultat anada | Resultat tornada |
| ------ | ---------------- | --------------- | -------------------- | -------------- | ---------------- |
| A      | JC d'Abidjan     | -:-             | Al-Ittihad           | -:-            | -:-              |
| B      | US Bitam         | 1:2             | Enyimba FC           | 0:0            | 1:2              |
| C      | Dynamos FC       | 4:4             | MC Alger             | 4:1            | 0:3              |
| D      | Al-Merreikh SC   | 2:2 (p. 2-3)    | Inter Luanda         | 2:0            | 0:2              |
| E      | ASC Diaraf       | 4:1             | Djoliba AC           | 3:0            | 1:1              |
| F      | Espérance ST     | 5:2             | ASPAC FC             | 5:0            | 0:2              |
| G      | Motor Action FC  | 0:0 (p. 2-4)    | ASEC Mimosas         | 0:0            | -:-              |
| H      | Stade Malien     | 2:2             | Raja Casablanca      | 2:1            | 0:1              |
| I      | Club Africain    | 4:2             | Zamalek SC           | 4:2            | -:-              |
| J      | Al-Hilal         | 4:1             | Recreativo Caála     | 3:0            | 1:1              |
| K      | TP Mazembe       | 6:3             | Simba SC             | 3:1            | 3:2              |
| L      | Wydad Casablanca | 2:0             | Kano Pillars FC      | 2:0            | 0:0              |
| M      | ES Sétif         | 6:3             | ASFA Yennenga        | 2:0            | 4:3              |
| N      | AS Vita Club     | 0:3             | Cotonsport FC        | 0:1            | 0:2              |
| O      | Al-Ahly SC       | 2:1             | Supersport United FC | 2:0            | 0:1              |
| P      | ZESCO United     | 7:0             | Young Buffaloes      | 5:0            | 2:0              |

## Segona ronda
22/23/24 d'abril i 6/7/8 de maig de 2011.
| Partit | Equip 1          | Resultat global | Equip 2       | Resultat anada | Resultat tornada |
| ------ | ---------------- | --------------- | ------------- | -------------- | ---------------- |
| 1      | Enyimba FC       | 1:0             | Al-Ittihad    | 1:0            | -:-              |
| 2      | Inter Luanda     | 4:5             | MC Alger      | 1:1            | 3:4              |
| 3      | Espérance ST     | 6:0             | ASC Diaraf    | 5:0            | 1:0              |
| 4      | Raja Casablanca  | 1:1 (p. 5-4)    | ASEC Mimosas  | 1:1            | -:-              |
| 5      | Al-Hilal         | 1:0             | Club Africain | 1:0            | -:-              |
| 6      | Wydad Casablanca | 1:0             | TP Mazembe    | 1:0            | -:-              |
| 7      | Cotonsport FC    | 4:3             | ES Sétif      | 4:1            | 0:2              |
| 8      | ZESCO United     | 0:1             | Al-Ahly SC    | 0:0            | 0:1              |

## Fase de grups

### Grup A
| Equip           | PJ | PG | PE | PP | GF | GC | Dif | Punts |
| --------------- | -- | -- | -- | -- | -- | -- | --- | ----- |
| Enyimba FC      | 6  | 4  | 2  | 0  | 11 | 5  | +6  | 14    |
| Al-Hilal        | 6  | 2  | 2  | 2  | 6  | 7  | -1  | 8     |
| Cotonsport FC   | 6  | 2  | 1  | 3  | 7  | 8  | -1  | 7     |
| Raja Casablanca | 6  | 0  | 3  | 3  | 1  | 5  | -4  | 3     |

### Grup B
| Equip            | PJ | PG | PE | PP | GF | GC | Dif | Punts |
| ---------------- | -- | -- | -- | -- | -- | -- | --- | ----- |
| Espérance ST     | 6  | 2  | 4  | 0  | 9  | 4  | +5  | 10    |
| Wydad Casablanca | 6  | 1  | 4  | 1  | 11 | 9  | +2  | 7     |
| Al-Ahly SC       | 6  | 1  | 4  | 1  | 7  | 6  | +1  | 7     |
| MC Alger         | 6  | 1  | 2  | 3  | 4  | 12 | -8  | 5     |

## Semifinals
1/2 i 15/16 d'octubre de 2011.
| Partit | Equip 1          | Resultat global | Equip 2      | Resultat anada | Resultat tornada |
| ------ | ---------------- | --------------- | ------------ | -------------- | ---------------- |
| SF1    | Al-Hilal         | 0:3             | Espérance ST | 0:1            | 0:2              |
| SF2    | Wydad Casablanca | 1:0             | Enyimba FC   | 1:0            | 0:0              |

## Final
5 i 12 de novembre de 2011.
| Partit | Equip 1      | Resultat global | Equip 2          | Resultat anada | Resultat tornada |
| ------ | ------------ | --------------- | ---------------- | -------------- | ---------------- |
| F      | Espérance ST | 1:0             | Wydad Casablanca | 0:0            | 1:0              |